# Mood-Technik
Die Mood-Technik ist neben der Leitmotiv-Technik und dem Underscoring eine der drei Kompositionstechniken der Filmmusik. Relativ unabhängig von den konkreten Ereignissen im Bild werden die Stimmungen (engl. Mood) der einzelnen Filmszenen sowie die innerliche Situation der Filmprotagonisten und ihre Gefühle musikalisch unterstrichen. Mood-Technik im weiteren Sinn ist auch die Unterlegung des Films mit passenden Songs wie in Easy Rider (1969). Heutzutage kommt die Mood-Technik im Gegensatz zum Underscoring und zur Leitmotiv-Technik sehr oft zum Einsatz.

## Ursprung und Charakteristik
Die Mood-Technik hat ihren Ursprung in der Affektenlehre der Barockzeit: Die Gemütsbewegungen und Leidenschaften wurden über die Art der Instrumente, Tonlagen, Tonarten sowie über die Dynamik dargestellt. Der Musikwissenschaftler Wolfgang Thiel definiert die Mood-Technik heute als „eine dramaturgische Beiordnungsmethode von Musik zum Bild. Sie verdeutlicht […] die psychischen Regungen und Reaktionen der Leinwandhelden“. Je nach Instrument und Verwendung lassen sich bestimmte Gefühle vermitteln:
| Instrumente | Hoher Tonbereich                  | Mittlerer Tonbereich               | Tiefer Tonbereich             |
| ----------- | --------------------------------- | ---------------------------------- | ----------------------------- |
| Flöte       | hell und freundlich               | romantisch, feinfühlig             | geheimnisvoll, unterschwellig |
| Fagott      | dünn, klagend                     | kraftvoll, geheimnisvoll           | dramatisch, launig            |
| Horn        | zuversichtlich, kraftvoll         | warm, drängend                     | spannend-intensiv             |
| Trompete    | heldenhaft, bejahend              | melodiös, kraftvoll                | dramatisch, sehnsüchtig       |
| Posaune     | melodiös, schwerfällig            | stark, dramatisch                  | dunkel, melodramatisch        |
| Violinen    | glänzend, melodiös, zurückhaltend | warm, romantisch, leidenschaftlich | dunkel, dramatisch, grämlich  |

Die Mood-Technik lässt sich in zwei Arten unterscheiden:
- Expressive Filmmusik: Ausdruck der Stimmung der Filmprotagonisten (Die fabelhafte Welt der Amélie)
- Sensorische Filmmusik: Ausdruck einer bestimmten Atmosphäre (Citizen Kane, Psycho)

## Weblink
- „Underscoring in Abgrenzung zu Mood- und Leitmotivtechnik am Beispiel des Filmes ‚Indiana Jones – Der letzte Kreuzzug‘“ – Jessen Mordhorst, Martin-Luther-Universität Halle-Wittenberg, Institut für Medien, Kommunikation & Sport, Dezember 2004.